# Isabella von Croÿ (1856–1931)

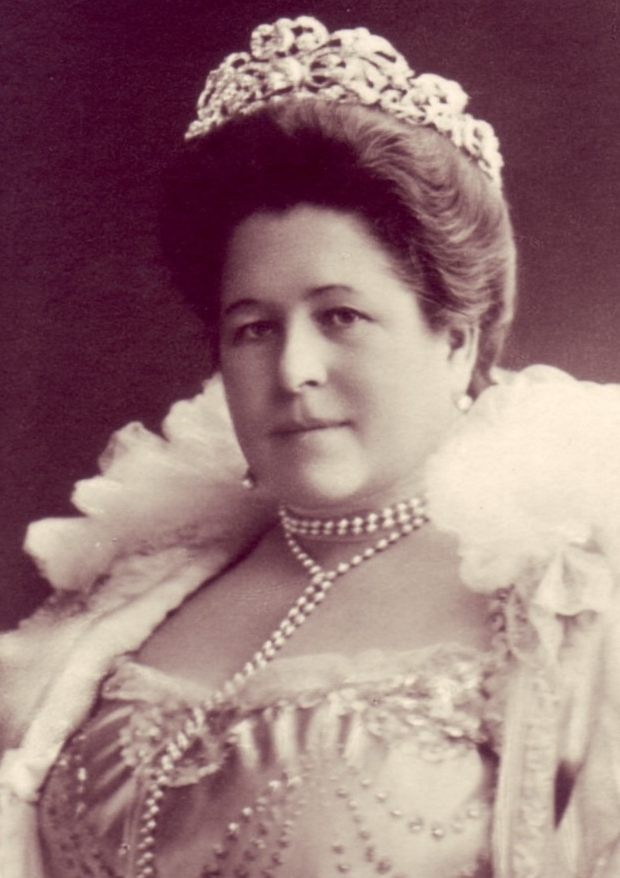
Erzherzogin Isabella, geborene von Croy-Dülmen

Isabella Hedwig Franziska Natalia von Croÿ-Dülmen, Erzherzogin von Österreich-Teschen (* 27. Februar 1856 in Dülmen; † 5. September 1931 in Budapest) war eine deutsche Hochadelige.

## Leben
Isabella entstammte dem alten, ursprünglich aus der Grafschaft Ponthieu in der Picardie kommenden Adelsgeschlecht de Croÿ, das urkundlich erstmals im 12. Jahrhundert erwähnt wird. Sie war eine Tochter von Herzog Rudolf von Croÿ und dessen erster Ehefrau, der Prinzessin Natalie von Ligne.
Isabella lernte Erzherzog Friedrich von Österreich auf einer Gesellschaft kennen, das Paar wurde sich schnell sympathisch und heiratete am 8. Oktober 1878 im Château L’Hermitage bei Condé-sur-l’Escaut. Die junge Erzherzogin unterstützte ihren Ehemann in seinen Arbeiten. Beispielhaft meisterte sie Haushalt und die Erziehung von insgesamt neun Kindern.
Isabella war zudem eine sozial engagierte Frau. Sie förderte die Handarbeitskunst der ungarischen Frauen durch Gründung von Schulen und begeisterte sich für die Musik der Roma. Sie war eine begabte Fotografin und spielte leidenschaftlich gern Tennis. Wegen ihrer Beleibtheit wurde sie auch spöttisch Busabella genannt. Sie galt allerdings auch als herrisch, unnahbar und energisch und führte in der Familie ein „strenges Regiment“, ihr Gatte Friedrich soll stets unter ihrem Pantoffel gestanden sein.
Ausgerechnet auf dem hauseigenen Tennisplatz bahnte sich 1898 ein veritabler Skandal an: Erzherzog Franz Ferdinand, der regelmäßig auf Besuch ins Palais Grassalkovich kam, vergaß auf dem Tennisplatz seine abgelegte goldene Taschenuhr. In der Hoffnung, darin das Bildnis einer ihrer Töchter zu finden – und damit zur Schwiegermutter des zukünftigen Kaisers von Österreich zu werden – öffnete Isabella die Uhr. Als sie darin nicht das erwartete Foto einer Tochter, sondern das der Hofdame Sophie Chotek fand, soll die Erzherzogin einen Wutanfall bekommen haben. In dessen Folge kündigte sie die schuldlose Gräfin Chotek umgehend fristlos. Die Geschichte wurde noch peinlicher, als sich der Thronfolger zu seiner Liebe bekannte und die Hofdame trotz aller Widerstände heiratete. Das Verhältnis zwischen dem Erzherzog und der Familie Isabellas soll danach sehr schwierig gewesen sein.
Auch zu Kaiser Karl I. und seiner Familie soll das Verhältnis aufgrund der Eheschließung Karls mit Zita von Bourbon-Parma getrübt gewesen sein. Im Ersten Weltkrieg soll Isabella mit Hilfe ihres Schwiegersohnes Gottfried von Hohenlohe beim Spanischen Hof, die dortige Königin Maria Christina war eine Halbschwester ihres Gatten Friedrich, versucht haben gegen Kaiser Karl zu intrigieren.
Nach dem Ersten Weltkrieg unterstützte Isabella energisch die Bestrebungen, für ihren Sohn Albrecht den ungarischen Thron zu gewinnen.
Sie liegt – nachdem sie vorerst provisorisch in Budapester Krönungskathedrale beigesetzt wurde – mit ihrem Gemahl Friedrich in Ungarisch-Altenburg (Westungarn) in der Krypta der dortigen Pfarrkirche St. Gotthard begraben.

## Nachkommen

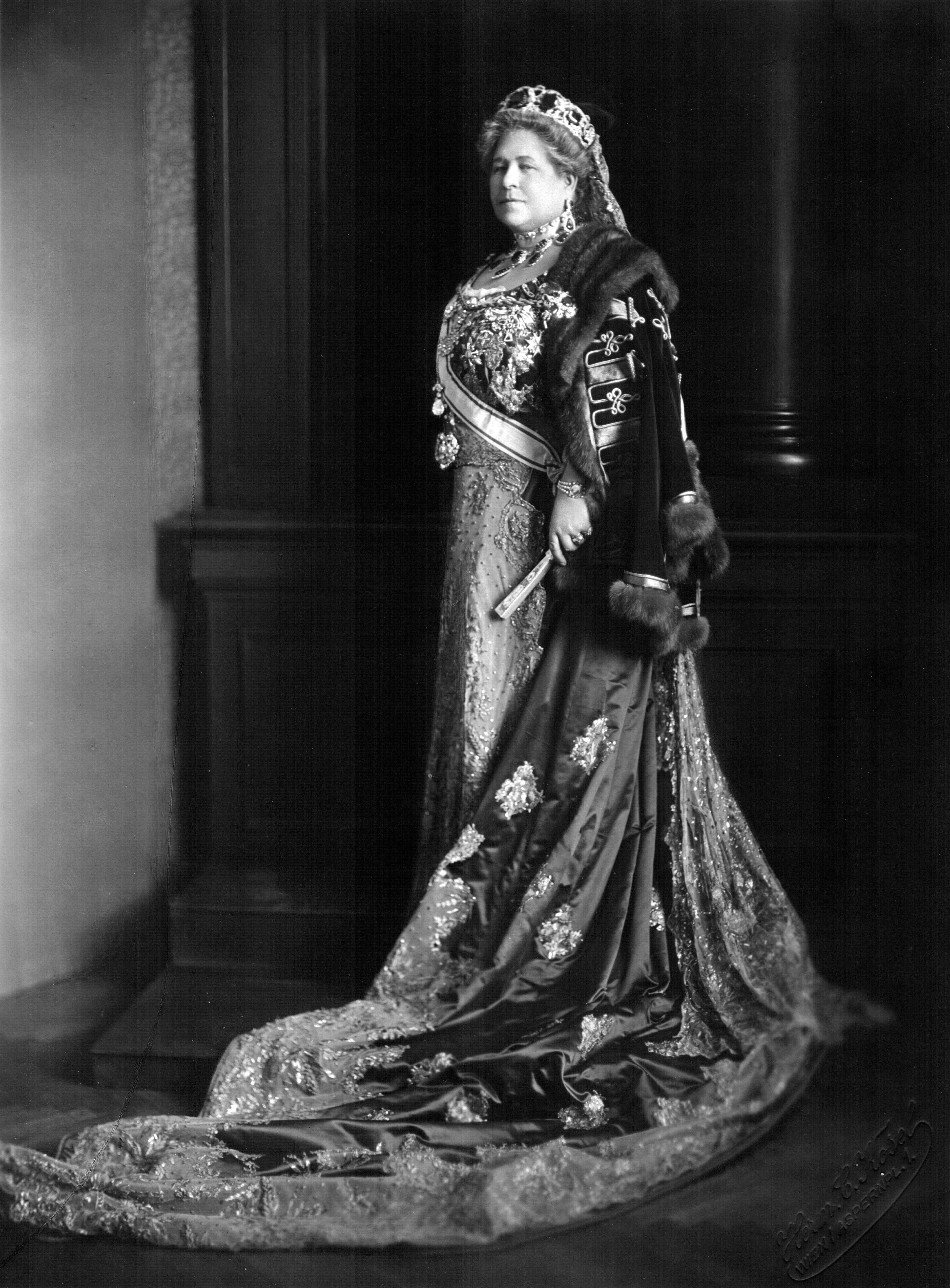
Erzherzogin Isabella in ungarischer Magnatentracht

- Maria Christina (* 17. November 1879 in Krakau; † 6. August 1962 in Anholt) ⚭ Erbprinz Emanuel zu Salm-Salm (1871–1916)
- Maria Anna (* 6. Januar 1882 in Linz; † 25. Februar 1940 in Lausanne) ⚭ Herzog Elias von Bourbon-Parma (1880–1959)
- Maria Henriette (* 10. Januar 1883 in Preßburg; † 2. September 1956 in Mariazell) ⚭ Prinz Gottfried zu Hohenlohe-Waldenburg-Schillingsfürst (1867–1932)
- Natalie (* 12. Januar 1884 in Preßburg; † 23. März 1898 ebenda)
- Stephanie (* 1. Mai 1886 in Preßburg; † 29. August 1890 in Ostende)
- Gabriele (* 14. September 1887 in Preßburg; † 15. November 1954 in Budapest)
- Isabella (* 17. November 1888 in Preßburg; † 6. Dezember 1973 in La Tour de Peilz) ⚭ Prinz Georg von Bayern (1880–1943)
- Maria Alice (* 15. Januar 1893 in Pressburg; † 1. Juli 1962 in Halbturn) ⚭ Friedrich Heinrich Freiherr Waldbott von Bassenheim (1889–1959)
- Albrecht II. (* 24. Juli 1897 auf Schloss Weilburg in Baden bei Wien; † 23. Juli 1955 in Buenos Aires)

## Trivia
Nach Erzherzogin Isabella wurde die Erzherzogin-Isabelle-Straße in Baden bei Wien benannt, in welche die nach ihrem Gatten benannte Friedrichstraße einmündet.
Isabella war eine begeistere Hobby-Fotografin und nahm dutzende Bilder ihrer Familie, aber auch des übrigen Kaiserhauses auf. Auf vielen Fotos ist auch ihre Hofdame Sophie Chotek zu sehen. Sie war in Fachkreisen durchaus als Fotografin anerkannt und nahm bereits zu Zeiten der Monarchie an Foto-Wettbewerben teil, ihre fotografische Ausbildung erhielt sie von Moriz Nähr. Ein Teil ihres fotografischen Nachlasses befindet sich im Besitz ihres Urenkels Markus Graf zu Königsegg-Aulendorf auf Schloss Halbturn. Nachdem bereits Ende der 1980er Jahre in Budapest ein Bildband mit ihren Fotografien erschienen war, widmete der Österreichische Rundfunk ihrem Schaffen im Jahr 2023 eine Fernsehdokumentation.